# Anne de Laugardière
Anne de Laugardière (geb. vor 1983) ist eine französische Kostümbildnerin.

## Leben
Anne de Laugardière war beim Film zunächst unter der Leitung der Kostümbildnerin Yvonne Sassinot de Nesle für Kostüme zuständig und kam so bei Produktionen wie Andrzej Wajdas Danton (1983) mit Gérard Depardieu in der Titelrolle und Volker Schlöndorffs Proust-Verfilmung Eine Liebe von Swann (1984) zum Einsatz. Für die französisch-britische Koproduktion Federball mit Alan Bates und Lambert Wilson in den Hauptrollen war de Laugardière erstmals eigenständig für das Kostümbild verantwortlich. Es folgte eine Zusammenarbeit mit Olga Berluti für die im 18. Jahrhundert spielende Filmbiografie Farinelli, die de Laugardière und Berluti eine Nominierung für den César in der Kategorie Beste Kostüme einbrachte. Daraufhin war de Laugardière nur noch sporadisch beim Film aktiv. Für die internationale Koproduktion The Proprietor (1996) fertigte sie Kostüme für Jeanne Moreau; für den Fernsehfilm Casanova – Ich liebe alle Frauen (2002) schuf sie unter anderem Kostüme für Katja Flint in der Rolle der Madame de Pompadour.

## Filmografie (Auswahl)
- 1983: Danton
- 1984: Eine Liebe von Swann (Un amour de Swann)
- 1986: Zärtliche Versuchung (Les Expoits d’un jeune Don Juan)
- 1990: Lacenaire
- 1991: Federball (Shuttlecock)
- 1994: Farinelli
- 1996: The Proprietor
- 2002: Casanova – Ich liebe alle Frauen (Il giovane Casanova) (TV-Film)
- 2003: Im Visier des Bösen (Entrusted) (TV-Film)

## Auszeichnungen
- 1995: Nominierung für den César in der Kategorie Beste Kostüme zusammen mit Olga Berluti für Farinelli